# Найырал
Найырал (тув. Найырал) — арбан в Пий-Хемском кожууне Республики Тыва. Входит в состав городского поселения Туран.
Население 401 чел. (2010), 25 чел. (2014).

## География
Арбан находится в левобережье реки Туран напротив города Туран, в 60 км к северо-западу от республиканского центра города Кызыл.
Уличная сеть
тер. Откормочная, ул. Заречная, ул. Комарова, ул. Площадь Победы, ул. Подстанция.
Климат
Арбан, как и весь кожуун, приравнен к районам Крайнего Севера.

## Население
| 2002 | 2010 |
| ---- | ---- |
| 497  | ↘401 |

## Инфраструктура
Детский сад, электроподстанция.
В 2016 году подключен к скоростному волоконно-оптическому интернету в рамках выполнения задач по устранению цифрового неравенства между жителями городского и сельского населения России.

## Транспорт
Арбан связан двумя автомобильными мостами с городом Туран (через город проходит автодорога Р257 «Енисей»).